# 英雄中路街道
英雄中路街道，是中华人民共和国山西省长治市潞州区下辖的一个乡镇级行政单位。

## 行政区划
截至2021年，英雄中路街道下辖5个社区及1个集体资产社区：
府后社区、莲花池社区、东营社区、县前巷社区、蔡家巷社区和新华集体资产社区。